# Platysenta punctifera
Platysenta punctifera är en fjärilsart som beskrevs av Walker 1856. Platysenta punctifera ingår i släktet Platysenta och familjen nattflyn. Inga underarter finns listade i Catalogue of Life.